# Flugplatz Neumagen-Dhron

i7
i11
i13
Der Flugplatz Neumagen-Dhron (ICAO-Code: EDRD) ist ein Sonderlandeplatz nahe der Mosel nordöstlich von Trier betrieben vom Luftsportverein Neumagen-Dhron e. V.

## Veranstaltungen
Der Verein vor Ort unternimmt Fluglager und bietet Modellflugveranstaltungen an sowie Flugtage für Schüler der Region.

## Zugelassener Betrieb
Es findet Betrieb mit Ultraleichtflugzeugen, Segelflugzeugen, Motorflugzeugen und Motorseglern (TMGs) statt.